# 郷土劇場
『郷土劇場』（きょうどげきじょう）は、沖縄テレビ放送 (OTV) および歌謡ポップスチャンネルで放送されているテレビ番組。

## 概要
放送開始は1960年2月20日。日本の民放テレビ番組では皇室アルバムに次いでOTVの開局以来続いている長寿番組で、開始から1981年4月22日までは『水曜郷土劇場』（すいようきょうどげきじょう）のタイトルで水曜夜に放送されていた（放送時間は1980年時点で22:00 - 22:54）。その後、同年5月2日からは『お茶の間郷土劇場』（おちゃのまきょうどげきじょう）というタイトルで土曜昼（12時30分→13時）の枠へ移動。1988年4月1日からは、金曜昼枠で放送。1995年10月4日に水曜午前10時枠に移動し、現タイトルとなった。2004年10月7日から木曜午前10時代に移動。こたえてちょーだい!!ネット開始に伴い、2006年4月5日からは木曜午後3時代に移動。2007年10月をもって月2回の放送、2018年4月をもって月に1回となり、月に1回の放送になったのに合わせて、火曜深夜へ移動。スカパー!プレミアムサービス、スカパー!e2、ケーブルテレビ（一部）等の歌謡ポップスチャンネル（2010年9月まではインターローカルTV、2010年10月から2012年9月まではホームドラマチャンネル）でも無料放送しており、対応受信機があれば全国で視聴可能である。
日本復帰前の沖縄では、この番組が放送される時間帯には銭湯から人がいなくなったり、立法院議員選挙の演説会は放送曜日を避けたという伝説が残っている。
沖縄県内では他にも郷土芸能を扱ったテレビ番組が放送されており、NHK沖縄放送局で放送されている『沖縄の歌と踊り』も前身の沖縄放送協会時代から続いている。また、琉球放送でも『火曜郷土劇場』（1960年代 - 1970年代）や『RBC招待席』→『RBCかりゆし劇場』（1992年4月10日 - 2000年代）が放送されていた。

## 放送時間・内容
OTVでの放送時間（2018年4月 - ）：
- 毎月第4水曜日15:50 - 16:50 『郷土劇場 芸能の広場』 - 県内のホールでの沖縄芝居や民謡等の公演を収録して放送。通常の有料公演を収録し、本番組で放送されることは観客にも告知されないことが多々ある。

歌謡ポップスチャンネルでは、OTVでの放送の翌月第1・第3金曜日25:30 - 26:20に『郷土劇場 oh!笑いけんさんぴん』が、第2・第4金曜日25:30 - 26:20に『郷土劇場 芸能の広場』がそれぞれ放送される。

### 過去
- 毎月第4火曜日15:56 - 16:50 『郷土劇場 oh!笑いけんさんぴん』 - 地元お笑い芸人のコントとゲスト歌手の歌を公開録画。原則として沖縄市民小劇場あしびなーで原則として第1水曜日19時から翌月分を収録するが、5月には那覇ハーリー会場での収録となる（いずれも事前の応募等は不要で、直接会場へ行けば無料で観覧可能）。また、まれに屋外ロケによる構成など、公開録画でない場合もある。2003年5月7日に開始されたが2018年3月をもって終了した[2]。2005年4月7日から9月29日の半年のみ、毎週木曜深夜にも放送されていた。